# Shoreview
Shoreview ist eine Stadt im Ramsey County im US-Bundesstaat Minnesota. Sie liegt in der Metropolregion Minneapolis–Saint Paul und hatte bei der Volkszählung 2020 des US Census Bureau 26.921 Einwohner.

## Geografie
Nach Angaben des United States Census Bureau beträgt die Fläche der Stadt 33,0 Quadratkilometer, davon sind 4,0 Quadratkilometer Wasserflächen. Der Rice Creek fließt durch den Nordwesten von Shoreview. Größere Seen sind der Turtle Lake, der Snail Lake und der Owasso Lake.

## Geschichte
Das Gebiet des heutigen Shoreview gehörte ursprünglich zum Mounds View Township. Dieses wurde am 11. Mai 1858 mit Gründung des Bundesstaates eingerichtet. Auf Initiative einiger Einwohner wurde am 23. April 1957 Shoreview als eigenständiges Village gegründet. Damals zählte der Ort 5231 Einwohner. Am 1. Januar 1974 erhielt Shoreview den Status einer Stadt.

### Bevölkerungsentwicklung
| 1970   | 1980   | 1990   | 2000   | 2010   | 2020   |
| ------ | ------ | ------ | ------ | ------ | ------ |
| 10.978 | 17.300 | 24.587 | 25.924 | 25.043 | 26.921 |

## Demografische Daten
Entsprechend der Volkszählung im Jahr 2000 leben in Shoreview 25.924 Menschen in 9965 Haushalten und 7021 Familien. Ethnisch betrachtet setzt sich die Bevölkerung aus rund 93,3 Prozent weißer Bevölkerung, 3,7 Prozent asiatischen Amerikanern, 1,0 Prozent Afroamerikanern sowie anderen kleineren oder mehreren Gruppen zusammen. 1,3 Prozent der Einwohner zählen sich zu den Hispanics.
In 34,6 % der 9965 Haushalte leben Kinder unter 18 Jahren, in 60,3 % leben verheiratete Ehepaare, in 7,9 % leben weibliche Singles und 29,2 % sind keine familiären Haushalte. 24,1 % aller Haushalte bestehen ausschließlich aus einer einzelnen Person und in 6,5 % leben Alleinstehende über 65 Jahre. Die durchschnittliche Haushaltsgröße liegt bei 2,54 Personen, die von Familien bei 3,06.
Auf die gesamte Stadt bezogen setzt sich die Bevölkerung zusammen aus 26,2 % Einwohnern unter 18 Jahren, 6,9 % zwischen 18 und 24 Jahren, 28,6 % zwischen 25 und 44 Jahren, 28,6 % zwischen 45 und 64 Jahren und 9,7 % über 65 Jahren. Der Median beträgt 39 Jahre. Etwa 51,5 % der Bevölkerung ist weiblich.
Der Median des Einkommens eines Haushaltes beträgt 69.719 USD, der einer Familie 82.500 USD. Das Prokopfeinkommen liegt bei 32.399 USD. Etwa 2,1 % der Bevölkerung und 1,3 % der Familien leben unterhalb der Armutsgrenze.

## Städtepartnerschaft
Shoreview unterhält eine Partnerschaft mit der Gemeinde Einhausen im Landkreis Bergstraße.